# Jared Davidson

Jared Davidson (né le 7 juillet 2002 à Edmonton dans la province de l'Alberta au Canada) est un joueur professionnel canadien de hockey sur glace. Il évolue à la position de centre.

## Statistiques
| Saison    | Équipe                  | Ligue |    | Saison régulière | Saison régulière | Saison régulière | Saison régulière | Saison régulière |    | Séries éliminatoires | Séries éliminatoires | Séries éliminatoires | Séries éliminatoires | Séries éliminatoires |
| Saison    | Équipe                  | Ligue | PJ | B                | A                | Pts              | Pun              | PJ               | B  | A                    | Pts                  | Pun                  |                      |                      |
| 2018-2019 | Thunderbirds de Seattle | LHOu  | 48 | 2                | 2                | 4                | 22               | 3                | 0  | 0                    | 0                    | 2                    |                      |                      |
| 2019-2020 | Thunderbirds de Seattle | LHOu  | 59 | 8                | 8                | 16               | 46               | -                | -  | -                    | -                    | -                    |                      |                      |
| 2020-2021 | Thunderbirds de Seattle | LHOu  | 23 | 9                | 10               | 19               | 13               | -                | -  | -                    | -                    | -                    |                      |                      |
| 2021-2022 | Thunderbirds de Seattle | LHOu  | 64 | 42               | 47               | 89               | 68               | 25               | 13 | 16                   | 29                   | 10                   |                      |                      |
| 2022-2023 | Thunderbirds de Seattle | LHOu  | 60 | 38               | 44               | 82               | 46               | 19               | 11 | 12                   | 23                   | 17                   |                      |                      |
| 2023-2024 | Rocket de Laval         | LAH   | 38 | 11               | 5                | 16               | 38               | -                | -  | -                    | -                    | -                    |                      |                      |
| 2024-2025 | Rocket de Laval         | LAH   | 69 | 24               | 21               | 45               | 48               | 13               | 3  | 1                    | 4                    | 22                   |                      |                      |